# Алиев, Курбан Шихбубаевич
Курба́н Шихбуба́евич Али́ев (род. 10 августа 1982, Махачкала, Дагестанская АССР, РСФСР, СССР) — российский футболист.

## Биография
Курбан Алиев — воспитанник футбольной школы клуба «Анжи». В 2002 году в чемпионате Дагестана сыграл 6 матчей за «ВКЗ Избербашский» из Избербаша. В 2003 году привлекался в дубль московского ЦСКА. В 2004 играл за клуб ЛФЛ «Анжи-Хазар» из Махачкалы.
В разгар первого круга сезона 2004/05 перешёл в азербайджанский «Шахдаг-Самур» из города Кусары, за который в 7 матчах чемпионата успел отличиться 5 раз, в том числе и в выездной игре против столичного «Баку», однако травма, из-за которой он пропустил три последних тура перед новым годом, не позволила ему пополнить его лицевой счёт. Игра Курбана Алиев привлекла к нему внимание многих специалистов Азербайджана, и, будь он на год младше, то мог бы привлекаться к играм молодёжной сборной Азербайджана.
Алиев был хорошо знаком главному тренеру самарских «Крылья Советов» Гаджи Гаджиеву, который в начале января 2005 года пригласил его на сбор команды, Алиев оправдал его надежды и провёл его фантастически. В первой же предсезонной игре ему удалось забить четыре мяча в ворота узбекского «Пахтакора» из Ташкента, которые позволили его клубу обеспечить победу со счётом 4:1, он также сыграл за самарцев против нидерландского ПСВ из Эйндховена, после чего в конце месяца Курбану Алиеву было предложено подписать контракт. Однако, Алиев играл лишь за дублирующий состав «крылышек», отыграл 17 игр, забил 2 мяча. Второй круг сезона 2006 года провёл в клубе Первого дивизиона «Динамо» из Махачкалы (15 игр, 5 голов).
В декабре 2006 года кусарский «Шахдаг» пытался вернуть Алиева, у которого кстати заканчивался контракт с «Динамо». Однако следующий сезон он провёл в составе калининградской «Балтики», за которую сыграл 28 матчей и забил 3 гола. В январе 2009 года находился на просмотре в «Габале».